# 白沙路街道
白沙路街道，是中华人民共和国浙江省宁波市慈溪市下辖的一个乡镇级行政单位，辖区面积22.57平方公里，因昔日为海边沙滩，产盐，“因海潮每至，日暴（曝）沙白”，故名白沙，宋元时期形成路名，后形成白沙路市，简称白沙市:89。

## 历史
宋至元、明、清属余姚县梅川乡，宣统元年（1909年）属白沙乡、彭桥乡，民国十七年（1928年）属六区、七区，民国十九年（1930年）设白沙镇、界堰乡和浒山镇、屺东乡、东海乡、天香乡部分，民国二十九年（1940年）改为白沙乡、天东乡和浒山镇、乌山乡部分，属浒山区、逍林区，1950年4月改为白沙乡、河角乡、太平乡、天东乡和浒山镇、乌山乡、匡堰乡，属浒山区、横河区，1954年10月浒山区白沙乡、河角乡、太平乡和浒山镇部分划归慈溪县，横河区天东乡、民主乡、匡堰乡、乌山乡仍属余姚县，1956年2月河角乡、太平乡并入白沙乡，天东乡、民主乡、彭西乡合并为彭桥乡，彭东乡、樟树乡并入匡堰乡，境域分属白沙乡和余姚县彭桥乡、匡堰乡部分，1958年10月改为红旗人民公社四大队、五大队、六大队和余姚县横河人民公社民主大队、匡堰大队（部分），1959年2月改为浒山人民公社白沙管理区、河角管理区、太平管理区和横河人民公社民主管理区，1961年11月改为白沙公社，属浒山区；民主公社，属横河区，1979年9月民主公社随龙南区（横河区）划归慈溪县，1981年7月民主公社更名为天东公社，1983年9月公社改为乡，1985年1月白沙乡改为白沙镇，1992年5月白沙镇、天东乡并入浒山镇，2001年9月撤镇设立浒山街道，2008年7月从浒山街道分出设立白沙路街道:89。

## 行政区划
白沙路街道下辖以下地区：
白河社区、白果树社区、群丰社区、白沙社区、二房村、八字桥村、三洞桥村、上周塘村、长春村、白沙路村、西华头村、后油车村、宏坚村、武陵桥村、河角村、轻纺村、高河塘村、隆兴村、赖王村、新横江村、墙里村和潘余村。